# Aeroporto di Phoenix-Mesa Gateway
L'Aeroporto di Phoenix-Mesa Gateway (IATA: AZA, ICAO: KIWA) è un aeroporto civile statunitense situato a Mesa, a 32 km a sud-est di Phoenix. L'aeroporto, situato a 422 m s.l.m., è servito da voli domestici e da alcune destinazioni in Canada e dispone di tre piste: la prima in asfalto e calcestruzzo con orientamento 12C/30C lunga 3.109, la seconda in calcestruzzo con orientamento 12L/30R lunga 2.835 metri e la terza in calcestruzzo con orientamento 12R/30L lunga 3.170 metri.